# Fondation Oblomov
La Fondation Oblomov est une œuvre de l'artiste Maurizio Cattelan de 1992, une plaque visant à lever des fonds pour permettre à un artiste de vivre pendant un an à la condition de ne pas exposer son travail.
En 2018, la fondation n'a toujours pas sélectionné d'artiste pour sa résidence.
Oblomov est le nom d'un personnage noble et paresseux tiré du roman Oblomov d'Ivan Gontcharov (1859).